# Hemiptarsenus fulvicollis
Hemiptarsenus fulvicollis är en stekelart som beskrevs av John Obadiah Westwood 1833. Hemiptarsenus fulvicollis ingår i släktet Hemiptarsenus och familjen finglanssteklar. Arten är reproducerande i Sverige. Inga underarter finns listade i Catalogue of Life.